# Canon Pyon
Canon Pyon – wieś i civil parish w Anglii, w hrabstwie Herefordshire. W 2011 civil parish liczyła 542 mieszkańców. Canon Pyon jest wspomniana w Domesday Book (1086) jako Peune.